# Кумове
Ку́мове (до 1948 року — Ескі Кизилбай, Старий Кизилбай, крим. Eski Qızılbay) — село Перекопського району Автономної Республіки Крим. 
Розташоване на північному сході району.
Відстань від райцентру до населеного пункта становить 20 кілометрів по прямій.

## Відомі люди
- Жукова Алла Іванівна — рисівник радгоспу, депутат Верховної Ради УРСР 11-го скликання.